# Dick Wilson
Dick Wilson (né Riccardo DiGuglielmo, le 30 juillet 1916 à Preston, au Royaume-Uni et mort le 19 novembre 2007 au Motion Picture and Television Hospital à Woodland Hills, aux États-Unis), est un acteur américain.

## Filmographie
- 1957 : The Tattered Dress : First Jury Foreman
- 1963 : L'Étrange Destin du juge Cordier (Diary of a Madman) : Martin
- 1964 : Madame Croque-maris (What a Way to Go!) : Driscoll
- 1965 : John Goldfarb, Please Come Home : Frobish (Whitepaper's assistant)
- 1965-1966 : Sur le pont, la marine ! (McHale's Navy) (série TV) : Dino Baroni
- 1966 : Our Man Flint : Supervisor of conditioning
- 1966 : The Ghost and Mr. Chicken (en) d'Alan Rafkin : Bandmaster
- 1967 : Caprice : Headwaiter
- 1968 : Micmac au Montana (Stay Away, Joe) : Car salesman
- 1968 : The Shakiest Gun in the West d'Alan Rafkin : Black Eagle (Indian chief)
- 1972 : Getting Away from It All (TV) : Kirk Lecount
- 1973 : Nanou, fils de la Jungle (The World's Greatest Athlete) : homme ivre au bar
- 1974 : The Whiz Kid and the Mystery at Riverton (TV) : Mr Hodges
- 1978 : Le Pirate (The Pirate) (TV)
- 1979 : Presenting Susan Anton (série TV) : Regular
- 1979 : Better Late Than Never (TV)
- 1981 : La Femme qui rétrécit (The Incredible Shrinking Woman) : chef du magasin
- 1985 : Get Out of My Room